# Walid Nefzi
Walid Nefzi (ur. 5 stycznia 1976) – tunezyjski zapaśnik walczący w stylu klasycznym. Zajął szóste miejsce na igrzyskach śródziemnomorskich w 2001. Zdobył cztery medale na mistrzostwach Afryki w latach 1996 - 2001. Dziewiąty na igrzyskach wojskowych w 1999.